# Ikechi Anya
Ikechi Anya (ur. 3 stycznia 1988 w Glasgow) – szkocki piłkarz grający na pozycji lewego cofniętego skrzydłowego w klubie Derby County i w Reprezentacji Szkocji.